# 인제우체국
인제우체국(麟蹄郵遞局)은 인제 지역의 우편 및 우체국 금융서비스 업무를 수행하는 강원지방우정청 소속 우체국이다.

## 기본 정보
- 주소: 강원특별자치도 인제군 인제읍 인제로193번길 10
- 우편번호: 24631

## 연혁
- 1954년 12월 1일: 인제우체국 개국(6급 관서)
- 1971년 12월 15일: 5급관서 승격(양구 관할)
- 1981년 9월 18일: 양구우체국 분리(5급)
- 1985년 11월 12일: 현 청사 개축
- 2001년 7월 2일: 인제용대우편취급소 개국[1]
- 2010년 1월 4일: 양구군 해안면 우편구역을 원통우체국에서 양구우체국으로 변경[2]

## 관할 우체국
| 우체국명           | 사진 | 주소                                         | 비고                |
| ------------------ | ---- | -------------------------------------------- | ------------------- |
| 기린우체국         |      | 강원특별자치도 인제군 기린면 기린로 28       |                     |
| 상남우체국         |      | 강원특별자치도 인제군 상남면 내린천로 2560   |                     |
| 서화우체국         |      | 강원특별자치도 인제군 서화면 천도로114번길 3 |                     |
| 신남우체국         |      | 강원특별자치도 인제군 남면 신남로 60         |                     |
| 원통우체국         |      | 강원특별자치도 인제군 북면 금강로26번길 10   |                     |
| 인제용대우편취급소 |      | 강원도 인제군 북면 용대2리 550               | 2001년 7월 2일 신설 |

## 조직
- 영업과
- 우편물류과
- 경영지도실